# Påryd
Påryd è una località (tätort) della Svezia di poco più che 1 600 abitanti, sita nel comune diKalmar, 9 km a sud del capoluogo di comune.
Påryd si trova nelle vicinanze di una foresta, vicino alla linea ferroviaria Ljungbyholm–Karlslunda Järnväg.

## Storia
Nei pressi del monumento sono state rinvenute costruzioni antichissime, simili a trappole per lupi, costruite in ferro e terriccio e risalenti all'età del ferro e utilizzate anche nel medioevo.
La città ebbe un notevole incremento demografico nel 1908 quando fu costruita la linea ferroviaria che la collega a Kalmar. Da quel momento la città si è fornita di molti servizi, prima inesistenti, come una biblioteca, vari negozi, una filiale del municipio di Kalmar per le pratiche burocratiche.

## Società

### Evoluzione demografica
Abitanti censiti